# Dart
Dart — мова програмування, яку розробляє компанія Google, позиціонуючи як мову структурованого програмування для Веб. Розробники вважали, що в довгостроковій перспективі Dart може стати прогресивною заміною JavaScript, котрий потерпає від наявних в даний час проблем з розширюваністю, продуктивністю і підтримкою розробки складних застосунків. Мова має схожий на Java синтаксис, не вимагає явного визначення типів і її можна використовувати для створення серверних та клієнтських застосунків.
У березні 2015 року компанія Google представила оновлену стратегію просування Dart, у котрій вирішено не прив'язувати Dart до браузеру й відмовитися від ідеї інтеграції віртуальної машини Dart у Chrome. Розробку буде зосереджено на застосуванні Dart як проміжної мови, скомпільованої в JavaScript. Розвиток Dart як окремої мови, альтернативної JavaScript і безпосередньо підтримуваної у браузерах, визнано недоцільним. Замість цього Dart рухатиметься у бік якіснішої інтеграції з JavaScript і генерації оптимального JavaScript-коду. При цьому розробку віртуальної машини Dart VM буде продовжено, але вона позиціонуватиметься в основному для створення серверних і мобільних застосунків.
Улітку 2014 року асоціація ECMA International, що здійснює стандартизацію інформаційних та комунікаційних технологій, затвердила специфікацію ECMA-408 [Архівовано 30 березня 2015 у Wayback Machine.], яка стандартизує синтаксис і семантику мови Dart, а також склад базових бібліотек і супутніх мові технологій, відтоді мова Dart є офіційним стандартом Ecma. 9 Грудня 2015 року в Токіо затверджено 4-те видання [Архівовано 31 липня 2021 у Wayback Machine.]. Надання Dart статусу стандарту Ecma дозволить розширити область використання мови та прискорити забезпечення його підтримки в наявних на ринку браузерах і продуктах. Вибір Ecma International як організації для стандартизації обумовлений тим, що ця асоціація вже розвиває близькі до специфіки Dart стандарти для мов JavaScript, Eiffel і C#. Просуванню Dart як стандарту сприяло надання компанією Google усіх пов'язаних із розробкою патентів у безоплатне використання, що не вимагає оплати відрахувань (royalty free).

## Короткий огляд
Мова має схожий на Java синтаксис, не вимагає явного визначення типів і може використовуватися для створення серверних і клієнтських застосунків. Для запуску всередині браузера код мовою Dart може бути перетворений в JavaScript-подання або запущений безпосередньо під управлінням спеціального JavaScript-інтерпретатора Dartboard. Підтримується вбудовування коду мовою Dart в HTML-сторінки, використовуючи MIME тип «application/dart». На стороні сервера застосунок на мові Dart може бути виконаний всередині спеціальної віртуальної машини, яка забезпечує продуктивність виконання близьку до компільованих в машинний код мов. Віртуальну машину Dart планують інтегрувати в майбутні версії браузера Chrome, що дозволить виконувати застосунки мовою Dart без компіляції в JavaScript.
Мова підходить як для розробки одним програмістом невеликих скриптів без жорсткої структури, так і для створення високо масштабованих великих модульних проектів, підтримуваних великим колективом з потребою більш явної типізації для того, щоб уникнути плутанини і помилок. При цьому явне задання типів не обов'язкове, наприклад, можна почати розробку без вказання типів, а надалі при необхідності додати їх (наприклад, спочатку написати «var x», а потім замінити на «num x»). Код Dart завжди виконується тільки в рамках одної потоку, для організації паралельного виконання пропонується використовувати класи з атрибутом isolate. У кожному скрипті використовується власний простір імен, для використання зовнішніх об'єктів, функцій або змінних слід їх явно імпортувати за допомогою конструкції «import». Всі змінні, початково, діють тільки в межах поточного скрипту і не експортуються глобально.
Для спрощення розробки мовою Dart поставляється SDK, який включає в себе компілятор dart2js, віртуальну машину Dart VM, пакетний менеджер pub, статичний аналізатор коду dart_analyzer, і набір бібліотек. Для виконання і відлагодження застосунків на мові Dart, без компіляції в JavaScript, поширюється Dartium — складання браузера Chromium з інтегрованою віртуальною машиною Dart VM.
До складу SDK входить Dart Editor — спеціалізоване інтегроване середовище розробки мовою Dart. Dart Editor з одного боку досить легковаговий і не вимогливий до ресурсів, а з іншого підтримує такі елементи сучасних IDE, як рефакторинг, автодоповнення коду, перехід на визначення, контекстні підказки, містить вбудований відлагоджувач і аналізатор коду. Плагіни з підтримкою Dart також підготовлені для IntelliJ IDEA, WebStorm, Eclipse, Emacs і Vim.
Додаткові пакунки з бібліотеками й утилітами поширюються через репозиторій pub, який станом на весну 2015 налічує понад півтори тисячі пакунків, у тому числі фреймворки для розробки вебзастосунків AngularDart і polymer.dart.

## Особливості мови
Особливості мови Dart:
- Звичний і простий для вивчення синтаксис, природний для програмістів на JavaScript, С і Java;
- Забезпечення швидкого запуску і високої продуктивності для всіх сучасних веббраузерів і різних типів оточень, від портативних пристроїв до потужних серверів;
- Можливість визначення класів і інтерфейсів, що дозволяють використовувати інкапсуляцію і повторно використовувати існуючі методи і дані;
- Необов'язкове вказування типів, використовувати чи ні статичні типи вирішує розробник. Вказування типів дозволяє спростити зневадження і виявлення помилок, робить код яснішим і читаним, спрощує його доопрацювання та аналіз сторонніми розробниками.
- Серед підтримуваних типів: різні види хешів, масивів і списків, черги, числові і рядкові типи, типи для визначення дати і часу, регулярні вирази (RegExp). Можливо створення своїх типів;
- Для організації паралельного виконання пропонується використовувати класи з атрибутом isolate, код яких виконується повністю в ізольованому просторі в окремій області пам'яті, взаємодіючи з основним процесом через відправку повідомлень;
- Підтримка використання бібліотек, що спрощують підтримку і зневадження великих вебпроектів. Сторонні реалізації функцій можуть підключатися у вигляді поділюваних бібліотек. Застосунки можна розбити на частини і доручити розробку кожної з частин окремій команді програмістів;
- Набір готових інструментів для підтримки розробки мовою Dart, включаючи реалізацію засобів динамічної розробки та зневадження з виправленням коду на льоту («edit-and-continue»);
- Можливість створювати однорідні системи, що охоплюють як клієнтську, так і серверну частину. Використання однієї мови та інструментарію для клієнтських і серверних компонентів спрощує процес кодування і позбавляє від постійної зміни контексту.

## Приклади
Hello, world!:
```
main
()
 
{

    
print
(
'
Hello
 
World
!
'
);

}

```

Функція для розрахунку n-ого числа Фібоначчі:
```
int
 
fib
(
int
 
n
)
 
{

    
return
 
(
n
 
<=
 
1
)
 
?
 
n
 
:
 
(
fib
(
n
 
-
 
1
)
 
+
 
fib
(
n
 
-
 
2
));

}

main
()
 
{

    
print
(
'
fib
(
20
)
 
=
 
$
{
fib
(
20
)}
'
);

}

```

Простий клас:
```
// імпортуємо бібліотеку math, щоб мати доступ до функції sqrt

import
 
'
dart
:
math
'
 
as
 
math
;

// створюємо клас для точки - Point

class
 
Point
 
{

    
// final-змінні не можуть бути змінені після присвоювання значення

    
// створюємо дві змінні екземпляра

    
final
 
num
 
x
,
 
y
;

    
// конструктор, з синтаксичним цукором для встановлення змінних екземпляра

    
Point
(
this
.
x
,
 
this
.
y
);

    
// іменований конструктор зі списком ініціалізації

    
Point
.
origin
()
 
:
 
x
 
=
 
0
,
 
y
 
=
 
0
;

    
// метод

    
num
 
distanceTo
(
Point
 
other
)
 
{

        
var
 
dx
 
=
 
x
 
-
 
other
.
x
;

        
var
 
dy
 
=
 
y
 
-
 
other
.
y
;

        
return
 
math
.
sqrt
(
dx
 
*
 
dx
 
+
 
dy
 
*
 
dy
);

    
}

}

// всі програми Dart стартують з main().

main
()
 
{

    
// встановлюємо об'єкти Point

    
var
 
p1
 
=
 
new
 
Point
(
10
,
 
10
);

    
var
 
p2
 
=
 
new
 
Point
.
origin
();

    
var
 
distance
 
=
 
p1
.
distanceTo
(
p2
);

    
print
(
distance
);

}

```

## Виноски
1. ↑  sdk/CHANGELOG.md at main · dart-lang/sdk. GitHub. Процитовано 26 липня 2023.
2. ↑  Dart for the Entire Web. Архів оригіналу за 28 березня 2015. Процитовано 29 березня 2015.
3. ↑  Ecma approves the 1st edition of the Dart language specification. Архів оригіналу за 24 квітня 2015. Процитовано 10 липня 2014.
4. ↑  4th edition – Dart Programming Language Specification. Архів оригіналу за 29 грудня 2021. Процитовано 29 грудня 2021.